# Орлов, Александр Владимирович (педагог)
Алекса́ндр Влади́мирович Орло́в (1872 ― 17 сентября 1941, Троицкий Посад, Горномарийский район, Марийская АССР) ― марийский советский педагог. Учитель школы с. Троицкий Посад Козьмодемьянского уезда Казанской губернии / Горномарийского района Марийской АССР (1897―1941). Заслуженный учитель школы РСФСР (1941).

## Биография
Родился в 1872 году.
На протяжении всей жизни занимался педагогической деятельностью: в 1897―1941 годах был учителем школы в с. Троицкий Посад ныне Горномарийского района Марий Эл. За свою жизнь обучил свыше полутора тысяч человек, ставших инженерами, учителями, ведущими специалистами сельского хозяйства. Двое его выпускников стали моряками и были награждены орденами за активную работу в Арктике и на Дальнем Востоке.
В 1939 году за многолетнюю и добросовестную педагогическую работу награждён медалью «За трудовое отличие». В 1941 году ему присвоено почетное звание «Заслуженный учитель школы РСФСР».
Скончался 17 сентября 1941 года в с. Троицкий Посад Горномарийского района Марийской АССР.

## Награды и звания
- Медаль «За трудовое отличие» (1939)[1][2]
- Заслуженный учитель школы РСФСР (1941)[1][2][3]